# Озерки (Долгоруковский район)
Озерки́ — деревня Жерновского сельского поселения Долгоруковского района Липецкой области.
Расположена севернее центра поселения — села Жерновного.
Озерки известны с XIX века. Название — от небольших неглубоких западинных озёр.

## Население
| 2010 | 2011 |
| ---- | ---- |
| 21   | →21  |